# Orsonwelles graphicus
Orsonwelles graphicus es una especie de arácnido del orden de la arañas (Araneae) y de la familia Linyphiidae.

## Distribución geográfica yhábitat
Es endémica de las selvas de la isla de Hawái en Hawái.